# Партисипативне управління
Партисипати́вне управління — це один із видів управління, який заснований на участі найманих працівників в управлінні виробництвом; один із сучасних методів управління в менеджменті .
Термін «participative management» запозичено з зарубіжної теорії, дослівно означає керівництво, що засноване на співучасті працівників в управління підприємством. Даній темі було присвячено велика кількість наукових робіт, таких видатних вчених як: Горлатий М., Бугуцький О., Єськов А., Жалило Б., Докучаєв О., Самоукина Н., Якубенко В. та багато інших.
Ознакою партисипативного управління на підприємстві є відносини між робітниками та керівниками засновані на партнерстві. Партисипативне управління підвищує продуктивність праці, реалізує соціальні потреби працівника, сприяє підвищенню ефективності управлінських рішень. Партисипативне управління це ефективний спосіб використання потенціалу організації, його управління та розвитку.

## Напрями партисипативного управління
Партисипативне управління реалізується в таких основних напрямках:
- 1) Робітники, отримують можливість приймати самостійні рішення, такі як:
  - а) вибір засобів здійснення трудового процесу;
  - б) режим роботи і відпочинку;
  - в) вдосконалення старих або запровадження нових методів роботи
- 2) Залучення працівників до постановки мети, цілей і завдань підприємства;
- 3) Працівники можуть перевіряти якість продукції і контролювати отримані результати
- 4) Мають можливість створювати робочі групи (бригади) із робітників організації одного або декількох відділень;
- 5) Робітники можуть залучатися до творчих груп, спільно створювати проекти, та контролювати як на нижчому рівні так і на рівні організації.

Партисипативне управління це один із ефективних способів побудови системи мотивації працівників підприємства, що дає змогу покращити діяльність підприємства, вчасно виявити та усунути недоліки управлінських рішень.

## Принципи
Основні принципи партисипативного управління:
- 1) добровільний характер участі працівників в управлінні за допомогою роботи у малих групах;
- 2) робота працівників у малих групах має бути регламентованою, також повинен існувати регламент в інших формах участі;
- 3) відсутність санкцій працівників за висунення ними ідей та пропозицій;
- 4) всі напрацювання працівників мають розглядатися, необхідний зворотний зв'язок щодо будь-якої ідеї;
- 5) всі ідеї, що знайшли схвалення мають впроваджуватися;
- 6) суперечності між керівниками та підлеглими не носять виявленого характеру, немає розподілу на «ми» й «вони», колектив сприймає себе як команду.

Партисипативний стиль управління не тільки створює відчуття причетності, але й підвищує мотивацію. Проте партисипативний підхід має свої недоліки, більшість із яких обумовлено невмілим використанням принципів участі, або браком терпіння, прагненням отримати все та відразу. Обговорення забирають дуже багато робочого часу. Ніяких змін у поточній діяльності не відбувається, а отже робочий час витрачається даремно.